# 西莫内·韦涅尔
西莫内·韦涅尔（義大利語：Simone Venier，1984年8月26日—），意大利男子赛艇运动员。他曾代表意大利参加2004年、2008年、2012年、2016年和2020年夏季奥林匹克运动会赛艇比赛，其中2008年奥运会获得一枚银牌。